# Redbook
Redbook (letteralmente libro rosso) è una rivista statunitense fondata nel 1903.
La rivista viene considerata una delle sette sorelle (Seven Sisters), le altre sono: Ladies' Home Journal, McCall's, Good Housekeeping, Better Homes and Gardens, Woman's Day e Family Circle.

## Storia

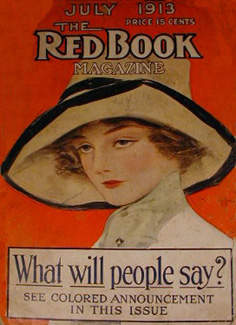
Copertina della rivista, 1913

Il primo numero fu pubblicato nel maggio 1903 con il nome di The Red Book Illustrated da Stumer, Rosenthal e Eckstein. Poco dopo cambiò il nome in The Red Book Magazine, il primo direttore fu Trumbull White (dal 1903 al 1906) che spiegò che venne scelto il rosso come colore simbolo in quanto era un colore luminoso e allegro.